# Peregrine Osborne (3e duc de Leeds)
Peregrine Hyde Osborne, 3e duc de Leeds (11 novembre 1691 - 9 mai 1731) est un homme politique et pair britannique.

## Biographie

### Vie privée
Il est le deuxième fils de Peregrine Osborne, 2e duc de Leeds et de sa femme Bridget Hyde, fille unique de Thomas Hyde.
Il est titré vicomte Latimer entre 1691 et 1694, comte de Danby entre 1694 et 1712 puis marquis de Carmarthen entre 1712 et 1729.

### Vie publique
En 1694, lorsque son grand-père, Thomas Osborne, 1er duc de Leeds est créé duc de Leeds et que son père prend le titre de marquis de Carmarthen, il devient lord Peregrine Osborne. 
En 1709, il commence son Grand Tour avec son frère aîné William Osborne, comte de Danby qui meurt de la variole à Utrecht en 1711, date à laquelle Peregrine Osborne prend le titre de comte de Danby. 
En 1712, lorsque son père devient 2e duc de Leeds, il devient marquis de Carmarthen. Lord Carmarthen est convoqué à la Chambre des lords par le titre junior de son père en tant que 3e baron Osborne par un bref d'accélération en janvier 1713 et hérite des autres titres de son père en 1729. 

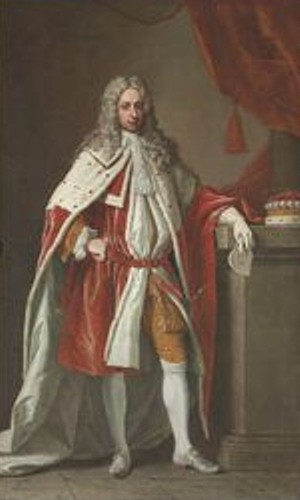
Portrait du 3e duc de Leeds en robe de couronnement en 1727 (Michael Dahl).

Son seul enfant survivant, Thomas Osborne, 4e duc de Leeds qui est né de sa première femme décédée en couche lui succède.

## Famille
Il épouse en premières noces, le 16 décembre 1712, Elizabeth Harley (1689-1713), fille de Robert Harley, 1er comte d'Oxford et Mortimer et d'Elizabeth Foley. Ils ont un enfant.
- Thomas Osborne, 4e duc de Leeds (6 novembre 1713 - 23 mars 1789) épouse Mary Godolphin (23 novembre 1823 - 3 août 1764), dont descendance.

Il épouse en secondes noces, le 17 septembre 1719, Anne Seymour (1709-1722), fille de Charles Seymour, 6e duc de Somerset et d'Elizabeth Percy, baronne Percy. Ils ont un enfant.
- Un fils mort jeune[4].

Il épouse en troisièmes noces, le 9 avril 1725 à l'église Sainte-Anne de Soho, Juliana Hele (1706-1794), fille de Roger Hele et de Juliana Prestwood. Ils n'ont pas d'enfants.
Le 3e duc de Leeds est enterré dans la chapelle de la famille Osborne à l'église All Hallows, à Harthill, dans le Yorkshire du Sud.